# International Journal of Electronics and Telecommunications
International Journal of Electronics and Telecommunications (viết tắt: Intl.J.Elec.&Tele.) là một tạp chí khoa học và công nghệ của Ba Lan, được xuất bản bởi Viện Hàn lâm Khoa học Ba Lan và Khoa Kỹ thuật và Điện tử trường Đại học Công nghệ Warsaw Ba Lan. Tạp chí là nơi xuất bản các công trình nghiên cứu khoa học ở các lĩnh vực điện tử hiện đại, viễn thông, vi điện tử, quang điện tử, điện tử vô tuyến và điện tử y tế. Tạp chí xuất bản bằng tiếng Anh, một năm có bốn tập. Tất cả các bài báo trên tạp chí đều được truy cập miễn phí trên cơ sở Truy cập Mở (Open access).

## Mã số xuất bản
- ISSN: 2300-1933 (bản in)
- eISSN: 2300-1917 (bản điện tử)
- GICID: 71.0000.1500.1482
- DOI: 10.24425
- Nhà xuất bản:  Viện Hàn lâm Khoa học Ba Lan và Khoa Kỹ thuật và Điện tử trường Đại học Công nghệ Warsaw Ba Lan.

## Chỉ số ảnh hưởng
- Chỉ số SJR (Scimago Journal Rank) năm 2019: 0187[2]
- Chỉ số SNIP (Source Normalized Impact per Paper) năm 2019: 0.476[2]
- Chỉ số Scopus CiteScore năm 2019: 1.3[2]
- Chỉ số H Index năm 2019: 18[3]
- Danh mục tạp chí SCIE năm 2019: Nhóm Q3[3]
- International Journal of Electronics and Telecommunications được lập chỉ mục trích dẫn khoa học ở các cơ sở dữ liệu: BazTech, ICI Journals Master List / ICI World of Journals, Scopus, EBSCO, PBN/POL-Index, Directory of Open Access Journals (DOAJ)[4]

## Ban biên tập
- Tổng biên tập: Ryszard S. Romaniuk, Đại học Công nghệ Warsaw, Viện Hệ thống Điện tử, Ba Lan
- Quản lý biên tập viên: Danuta Sobczak-Bartosiewicz, Đại học Công nghệ Warsaw, Ba Lan
- Biên tập kỹ thuật: Maciej Linczuk, Đại học Công nghệ Warsaw, Viện Hệ thống điện tử, Ba Lan
- Thư ký phụ trách: Danuta Ojrzenska-Wojter, Đại học Công nghệ Warsaw, Học viện Viễn thông, Ba Lan
- Trợ lý hành chính: Danuta Sobczak-Bartosiewicz, Đại học Công nghệ Warsaw, Ba Lan
- Thư ký kỹ thuật: Michał Ramotowski, Đại học Công nghệ Warsaw, Ba Lan